# Magosien
Le Magosien désignait anciennement une industrie lithique préhistorique d'Afrique australe et orientale.

## Historique
Le terme « Magosien » a été introduit en 1926 en référence à l'industrie du site archéologique de Magosi, en Ouganda. Cette industrie regroupait des pièces à retouche bifaciale, des nucléus Levallois et des microlithes. Elle était interprétée comme une industrie marquant la transition entre le Paléolithique moyen (Middle Stone Age) et le Paléolithique supérieur (Later Stone Age).
En 1953, John Desmond Clark identifia une industrie magosienne sur le site des chutes de Kalambo, en Zambie, près de la frontière avec la Tanzanie.

## Statut actuel
De nouvelles recherches ont montré que l'industrie de Magosi correspondait à un mélange de vestiges provenant de deux niveaux distincts. Le terme, dans son acception première, est donc tombé en désuétude.
Il est parfois encore employé pour désigner des industries de transition à lames et microlithes datant de 14 000 à 8 000 ans avant le présent.